# Machiques
Machiques – miasto w Wenezueli, w stanie Zulia, siedziba gminy Machiques de Perijá.
Według danych szacunkowych na rok 2010 liczy 100 237 mieszkańców..